# Pablo Ricchetti
Pablo Ricchetti (Buenos Aires, 2 gennaio 1977) è un ex calciatore argentino, di ruolo centrocampista.